# Buckinghorse River
Der Buckinghorse River (bucking horse englisch für „bockendes Pferd“) ist ein 132 km langer linker Nebenfluss des Sikanni Chief River im Northern Interior der kanadischen Provinz British Columbia. Der Flussname wurde 1928 auf den offiziellen Landkarten übernommen.

## Flusslauf
Der Buckinghorse River entspringt in den östlichen Vorbergen (Rocky Mountains Foothills) der Muskwa Ranges im äußersten Norden der Kanadischen Rocky Mountains. Das Quellgebiet befindet sich auf einer Höhe von etwa 1770 m. Der Buckinghorse River fließt in überwiegend östlicher Richtung. Er verlässt die Vorberge und durchquert im Anschluss ein bewaldetes Hügelland. Der British Columbia Highway 97 (Alaska Highway) kreuzt den Flusslauf etwa 170 km nordwestlich von Fort St. John bei Flusskilometer 73. Dort befindet sich am Nordufer der Buckinghorse River Wayside Provincial Park. Von Norden fließen dem Buckinghorse River  Middle Fork Creek, Daniels Creek, Medana Creek und Tepee Creek zu. Die unteren 9 Kilometer des Buckinghorse River liegen im Sikanni Chief Canyon Provincial Park. Der Buckinghorse River mündet schließlich auf einer Höhe von etwa 610 m in den Sikanni Chief River.

## Einzugsgebiet
Der Buckinghorse River entwässert ein 1237 km² großes Areal. Das Einzugsgebiet grenzt im Norden an das Minaker River, im Westen an das des Besa River sowie im Süden und im Osten an das des oberstrom gelegenen Sikanni Chief River.